# Мир фантастики
«Мир фанта́стики» (МирФ) — ежемесячный российский журнал и портал о фэнтези и фантастике во всех их проявлениях. Издаётся с сентября 2003 года. Издание обозревает книги, фильмы, сериалы, игры и комиксы в таких жанрах, как научная фантастика, фэнтези и ужасы, публикует статьи о вымышленных вселенных, известных фантастах, фэндомах, мифологии и футурологии.
«МирФ» награждён рядом премий в области фантастики, в том числе Европейского общества научной фантастики как «Лучший журнал Европы» (дважды: в 2006 и 2021 году), премией «Странник» и «Интернет-Роскон» за сайт Mirf.ru.
До конца 2018 года журнал принадлежал издательству «Игромедиа». С 2019 года его выкупило издательство «Hobby World».

## История журнала

### Основание
Журнал был основан в 2003 году издательством «ТехноМир» (впоследствии сменившим название на «Игромедиа»). На тот момент «ТехноМир» уже выпускал журналы «Игромания» и «Лучшие компьютерные игры»; третий проект хотели сделать на другую тему, но не слишком далёкую от имеющейся аудитории. Концепцию нового издания придумали главный редактор издательства «Хобби-игры» Николай Пегасов и редакционный директор «ТехноМира» Денис Давыдов. Изначально Пегасов предложил выпускать журнал, посвящённый настольным играм, но ввиду неразвитости рынка на тот момент, проект посчитали убыточным. Затем Пегасов предложил сделать цветной глянцевый журнал о фэнтези и гик-культуре, выгодно отличавшийся от доступных на тот момент литературных журналов о фантастике, выходивших на газетной бумаге и печатавших в основном рассказы. Создатели рассматривали различные варианты названия, рабочим названием было «Портал».

### Период «Техномира» («Игромедии»)
Работа над первым номером началась в апреле 2003 года, изначально единственным редактором был главный редактор Николай Пегасов. Позже в состав редакции вошли журналисты, имевшие опыт работы в игровых и других культурно-развлекательных журналах, в частности, будущий главный редактор журнала «PC Игры» Александр Трифонов, будущий главный редактор «Хобби-игр» Пётр Тюленев. Постоянными авторами журнала в разные годы были известные в фэндоме критики, среди них Владимир Пузий (Аренев), Василий Владимирский (один из создателей журнала FANтастика, существовавшего в 2007—2008), Тим Скоренко, Сергей Бережной, Роман Арбитман. Дизайн журнала создавался художниками Александром Ремизовым, Романом Грыныхой, Сергеем Ковалёвым и Денисом Недыпичем. Ремизов также рисовал для каждого номера одностраничный юмористический комикс.
Первый номер журнала вышел 26 августа 2003 года, на обложке присутствовала надпись «Игромания представляет», которая в последующих выпусках исчезла. Первые номера состояли из всего 80 страниц, но уже в 2004 году объём журнала увеличился до 128 полос. Максимальный объём был достигнут в 2008 году — 192 полосы.
В 2004 году был запущен сайт Mirf.ru, где публиковались материалы из журнала (с задержкой в два месяца) и новости.
В 2008 году Пегасов перешёл на должность издателя журнала, а место главного редактора занял его заместитель Пётр Тюленев. В этот период журнал достиг максимального объёма, открылось много новых рубрик. В конце 2009 года Николай Пегасов перешёл на работу в компанию Nival, оставив пост издателя. Пётр Тюленев покинул «ТехноМир» в начале 2010 года; журнал возглавила Светлана Карачарова. При Тюленеве и Карачаровой журнал полностью поменял дизайн, сохраняя содержание; в 2011 году был введён раздел спецматериалов. В 2012 году Карачарову, ушедшую на работу в Игры Mail.ru, сменил создатель литературно-фантастического альманаха «Конец Эпохи» Лин Лобарёв, который поставил своей целью сделать «Мир фантастики» более авторитетным изданием. Наконец, в 2015 году место главного редактора занял Сергей Серебрянский, который перезапустил сайт журнала.
В 2014—2016 годы журнал также выходил в виде приложения для планшетов iPad, а также в приложении Google Play Пресса для ОС Android. С 2019 года журнал отказался от выпуска электронных версий.

### Период Hobby World
В конце 2018 года в связи с закрытием журнала «Игромания» издательство «Игромедиа» планировало также прекратить выпуск бумажной версии «Мира фантастики». Проект планировали сохранить как веб-портал. № 184 вышел с надписью «Последний номер» на обложке. Однако вскоре после этого издательство «Hobby World» выкупило проект с намерением продолжить выпуск журнала на основе краудфандинга. При этом новый владелец сохранил редакцию в прежнем составе.
В 25 декабря 2018 года была запущена краудфандинговая кампания по подписке на «Мир фантастики» на сайте CrowdRepublic. В первые три дня было собрано более 1 млн рублей, а за месяц — более 5 млн рублей, что больше, чем предыдущий рекорд для российских СМИ, принадлежавший журналу «Искусство кино». Сдвоенный номер за январь-февраль 2019 года вышел 28 февраля.
В 2019 году, помимо девяти обычных номеров, «Мир фантастики» выпустил три книги-спецвыпуска: сборник комиксов постоянного художника журнала Александра Ремизова (эксклюзивно для участников крауд-кампании) и альманахи «100 главных фантастических книг» и «150 фантастических фильмов, которые стоит посмотреть». При этом обычные номера за май и ноябрь 2019-го не вышли — предполагалось, что их место займут спецвыпуски. Кроме того, для продажи на фестивале настольных игр «Игрокон» был выпущен тонкий номер, посвящённый настольным и ролевым играм. С 2020 года журнал вновь начал выходить ежемесячно. Помимо обычных номеров, вышло три толстых альманаха «Фантастические 2010-е», «100 главных фантастических комиксов» и «Киберпанк». В дальнейшем журнал продолжал успешно финансироваться краудфандингом, проводя подписную кампанию в декабре-январе каждого года. Так, при подписке на 2020 год было собрано больше 6 млн рублей, на 2021, 2022 — более чем по 8 млн рублей, в 2023 году — более 11 млн рублей, в 2024 — около 13 млн, в 2025 — 16 млн. По данным газеты «Ведомости», в 2022 году кампания «Мира фантастики» вошла в топ-5 самых успешных краудфандингов в области культуры в России.
В 2023 году журнал отметил двадцатилетие специальным номером, посвящённым истории журнала, куда вошли интервью с ключевыми сотрудниками за разные годы и самокритический пересмотр «итогов года» за всю историю издания.
По данным «Медиалогии», весной-летом 2024 года «Мир фантастики» был вторым по цитируемости в социальных медиа журналом России.

## Содержание
Если вам нравятся «Звёздные войны» или «Игра престолов», Брэдбери или Стругацкие, «Доктор Кто» или «Светлячок», Терри Пратчетт или Макс Фрай, «Властелин колец» или Fallout, «Звёздный путь» или «Матрица», комиксы Marvel или DC, то вы попали по адресу!— аннотация к «Миру фантастики» в Google Play Пресса
В отличие от большинства российских журналов о фантастике, посвящённых в основном литературе, «МФ», помимо книг, в каждом номере освещает фантастические фильмы и телесериалы, комиксы, компьютерные и настольные игры, периодически публикует материалы об аниме. Как отмечает один из редакторов «МФ», Борис Невский, «МФ» в этом отношении имеет сходство с британским журналом SFX. По мнению Александра Зорича, «Мир фантастики» соединяет литературу, кинематограф, игры и прочие воплощения фантастики в единое информационно-культурное «пространство воображаемого», для которого характерен «конструктивный синкретизм»:

Книга, текст, литература в реальности «Мира фантастики» существуют не сами по себе. Но как суммы отношений со своими дериватами. Рецензия на книгу здесь плавно врастает в рассказ о фильме, снятом по её мотивам, а коль скоро речь о фильме, отчего бы не рассказать о компьютерной игре… Тем более, что писатель Икс с удовольствием поделится своим мнением и об этой игре (на фотографии слева он в неё играет!), и о фильме, и о себе любимом, и о произведениях коллег.— Александр Зорич
Основатель журнала Николай Пегасов в интервью подчеркнул, что журнал старается сочетать и развлекательную, и научно-популярную составляющую, а также старается помочь читателям ориентироваться в новых изданиях:

Когда современный читатель фантастики приходит, например, в книжный магазин, он видит на полках тысячи наименований новых книг, потому что за месяц у нас в стране выходит около ста новых наименований литературной фантастики. И ориентироваться в этом многообразии очень сложно.— Николай Пегасов

Обложка журнала «Мир фантастики» № 50, октябрь 2007. Эта обложка в 2013 году была выбрана читателями лучшей в истории журнала

«МФ» принципиально придерживается научной точки зрения. По словам редакторов, если в журнале публикуется материал, посвящённый сомнительным или устаревшим с научной точки зрения теориям, «городским легендам», то на легендарный характер прямо указывается, а заблуждения и мифы разоблачаются или объясняются естественными причинами. Хотя журнал много пишет о фэнтези и мистике, все их сверхъестественные элементы рассматриваются как творческий вымысел.

Никаких дешёвых сенсаций, никаких таких «о, наш специальный корреспондент вчера видел летающую тарелку над Москвой». Если мне предлагают пятьдесят снимков НЛО, я говорю, спасибо, мы сами можем нарисовать.— Светлана Карачарова
Девиз журнала — «Фэнтези и фантастика во всех проявлениях». С 2014 года в соцсетях и рекламе МФ позиционируется также как «Главный geek-журнал», подчёркивая свою связь с культурой гиков (в значении «увлечённых фанатов»).
Некоторые номера МФ объединяет сквозная тематика, которой посвящено несколько статей в разных разделах Так, № 103 был «киберпанковским», № 106 — «кельтским», № 111 — «Хэллоуиновским» (центральная тема — ужасы), № 158 — комиксам DC, № 188 — Dungeons & Dragons и настольным ролевым играм.
С 2019 года выходят и спецвыпуски в твёрдой обложке, полностью посвящённые одной теме. Их рубрикация отличается от стандартной.

### Рубрикация
Основные разделы журнала не претерпели серьёзных изменений с первого номера, менялся только их порядок.

#### Спецматериалы
С 2011 года в начало журнала, перед «Книжным рядом», выносится одна или две статьи из любого раздела, помеченные как «Спецматериал» (ранее — «Тема номера» или «Тема месяца»). От статей, публикуемых в других разделах, их отличает больший объём и более глубокое раскрытие темы — так, например, статья о фантастике Китая насчитывает почти 60 тысяч знаков, а статья о Филипе Дике — около 45 тысяч.

#### Врата миров
- Раздел, посвящённый разбору фантастических вселенных, вымышленных существ и персонажей. Кроме того, здесь публикуются хит-парады самых ярких героев и сцен из произведений, сравнения фантастических образов с реальными прототипами, фанатские теории о знаменитых произведениях. Ранее в нём также публиковались материалы о фэндоме, художниках и косплее, которые затем стали частью раздела «Фан». С 2019 года вынесен в начало журнала.

#### Книжный ряд
- В этой рубрике публикуются рецензии на новые фантастические книги, выпущенные в России, статьи о классиках и жанрах фантастики, интервью с писателями-фантастами, мастер-классы от известных писателей (чаще всего от Г. Л. Олди, ранее публиковались циклы статей Сергея Чекмаева и Веры Камши), «круглые столы» и полемические заметки о фантастике. Ранее существовали авторские колонки, посвящённые детской литературе (её вёл писатель Андрей Щербак-Жуков), фантастике на иностранных языках (ведущий — переводчик Николай Кудрявцев), современной интеллектуальной прозе (ведущий — писатель и публицист Владимир Пузий) и научно-популярной литературе (ведущий — публицист Антон Первушин), а также комиксам, манге и веб-комиксам.

#### Видеодром
- Статьи о классике фантастического кино, телесериалах и аниме, о технологиях и приёмах кино, об экранизациях фантастических произведений, известных режиссёрах и актёрах. Ранее публиковались рецензии на кино и сериалы, но с 2019 года журнал отказался от их публикации (перенеся весь подобный контент на сайт) сохранив в этом разделе только статьи[37].

#### Игровой клуб
- Статьи о видеоиграх, настольных и ролевых играх, а также коллекционные фигурки. Ранее публиковались материалы о полевых ролевых играх, покраске миниатюр для варгеймов и рецензии на видеоигры (до 2019) и настольные игры (до 2020). Впоследствии рецензии были перенесены на сайт.

#### Машина времени
- Научно-популярный раздел, публикующий статьи о научных теориях и концепциях, футурологии, перспективах науки и техники, космологии и космонавтике, об истории, об оружии и родах войск, реальных и фантастических, о фантастических допущениях и альтернативной истории. Как отмечают создатели журнала, этот раздел, помимо прочего, помогает молодым авторам и любителям фантастики в изучении «матчасти»[34].

#### Фан (бывшая «Зона развлечений»)
В этом разделе публикуются:
- Фантастические рассказы. Журнал публикует либо рассказы опытных писателей-фантастов, в том числе зарубежных, либо рассказы-победители сетевых конкурсов. Рассказы, присылаемые читателями по почте, не публикуются. В 2009—2010 годах рассказы не публиковались совсем, но с 2013 года журнал, наоборот, увеличил число полос под рассказы. Так, в 2016 году было опубликовано 39 коротких рассказов[38]. Среди авторов рассказов, опубликованных в журналы, встречаются и иностранные писатели, в том числе Питер Уоттс, Шиван Кэррол, Анджей Сапковский и Нил Гейман. Кроме того, с 2011 по 2019 год в начале номера публиковался «Эпиграф» — одностраничный микрорассказ известного писателя, написанный специально под тему номера. В разное время эпиграфы писали Пётр Бормор, Марина и Сергей Дяченко, Святослав Логинов, Владимир Аренев, Сергей и Элеонора Раткевич, Мария Галина.
- «Зона комикса» — юмористический комикс, который рисовал постоянный художник журнала Александр Ремизов. В 2019 году большинство комиксов, созданных для этой рубрики, вышли под одной обложкой в сборнике «Картинки и разговоры. Комиксы Александра Ремизова», который «Мир фантастики» эксклюзивно издал для подписчиков площадки CrowdRepublic. После смерти Ремизова в 2023 году в рубрике публикуются комиксы других художников по сценариям редакции.
- «Художник» — интервью и галерея работ художника, работающего в фантастическом жанре. Среди гостей рубрики были Эдриан Смит[англ.], Тодд Локвуд, Денис Гордеев, Роман Папсуев, Владимир Бондарь, Джеральд Бром и другие.
- С 2010 по 2014 годы выходила авторская колонка «Культпросвет», в которой анонимный обозреватель под псевдонимом Густав высмеивал самые «трэшовые» книги, фильмы и музыкальные альбомы.
- Кроме того, до 2015 года в разделе публиковались письма читателей и ответы на них редакторов, проводились конкурсы и викторины.

Согласно опросу, проведённому в 2013 году, самые популярные разделы «МФ» — «Врата миров» и «Книжный ряд».

#### Закрытые разделы
В 2004 году существовал раздел «В центре вселенных», в котором публиковались статьи, посвящённые отдельным фэндомам — «Гарри Поттеру», Средиземью, «Звёздным войнам» и другим мультимедийным франшизам.
В 2007—2008 годах в «МФ» существовал небольшой раздел «Сумма технологии», посвящённый современной технике и гаджетам. Вследствие непопулярности у читателей он был упразднён.
В 2009—2010 годах существовал раздел об аниме и манге «Восточный квартал». Из-за кризиса в изданиях манги в России раздел был закрыт, а материалы об аниме и манге были включены в «Видеодром» и «Книжный ряд» соответственно.
В 2009—2015 годы существовал раздел о музыке «Музыкальный центр». До этого обзоры музыки выходили в рубрике «Диски номера», раздела «Книжный ряд», где обозревались также аудиокниги. Здесь публиковались рецензии на музыкальные альбомы, связанные с фантастикой: концептуальные альбомы и рок-оперы с фантастическим сюжетом, саундтреки и пр. Ограничений по жанру музыки не было, но из-за фантастической тематики преобладали метал, электронная музыка и фолк. В этом разделе также выходили статьи о музыкантах, жанрах и субкультурах, связанных с фантастикой.
В 2003—2011 годах существовал развёрнутый раздел с подробным описанием содержимого диска-приложения. Впоследствии раздел был упразднён. В период 2011—2014 годов от него осталась лишь небольшая статья-обзор о фильме, представленном на диске. После отмены регулярной публикации фильма на диске летом 2014 года содержимое диска-приложения практически никак не афишировалось на страницах журнала, за исключением некоторых отдельных номеров.

### Система оценок
Рецензии в «МФ» дополняются оценками по 10-балльной системе. По подсчётам агрегатора критических отзывов «Критиканство.ру», «МФ» на 2016 год опубликовал более 1200 рецензий на фильмы и компьютерные игры со средней оценкой 7,4 (данных по книжным и прочим рецензиям сайт не собирает). Оценка 10 ставится крайне редко (как правило, только классикам жанра), так же редко ставятся оценки ниже 4 (как правило, такие произведения обозревают в юмористической «колонке Густава», где оценок не ставят). В истории журнала один раз была выставлена оценка «11» — её получил фильм Джеймса Кэмерона «Аватар»; и несколько раз оценка «0» — некоторые фильмы Уве Болла и мультфильм «Наша Маша и волшебный орех».
Не все обзоры сопровождаются оценками. Обзоры на классические произведения, на циклы и серии целиком или такие, где мнения в редакции разделились, зачастую публикуются без оценки. Редакция часто даёт авторам высказать две противоположные точки зрения на одно произведения, поэтому бывают и обратные случаи, когда произведение получает два обзора и две оценки. C 2020 года «Мир фантастики» ставит цифровые оценки только книгам.
Кроме численной оценки, существует плашка «Мир фантастики рекомендует», которая ставится на наиболее удачные, с точки зрения редакции, произведения. Раньше оценки выносились также отдельным аспектам произведения, например, сюжету, языку (для книг), графике (для игр), сейчас же в специальной врезке помечаются вкратце «Удачные» и «Неудачные» стороны.

### Итоги года
Ежегодно в каждом февральском номере редакция журнала подводит «Итоги года», награждая книги, фильмы, компьютерные и настольные игры, связанные с фантастикой; в конце 2000-х введены также номинации лучшего фантастического комикса, музыкального альбома, телесериала и аниме. «Итоги года» по версии «Мира фантастики» имеют статус литературной премии, среди регулярных лауреатов которой — Нил Гейман, Нил Стивенсон, Анджей Сапковский, Генри Лайон Олди. В кинономинации «Мир фантастики» особенно часто отмечает картины Кристофера Нолана: пять его фильмов («Престиж», «Тёмный рыцарь», «Начало», «Интерстеллар» и «Довод») были признаны «МФ» лучшими фильмами года. В 2013 году в «итогах десятилетия» редакция охарактеризовала его как главного режиссёра-фантаста современности.
Помимо главной книги, фильма или игры, объявляются также лучшие произведения в той или иной категории — например, «лучшая научная фантастика», «лучшее продолжение», «лучшая ролевая игра». Конкретный список номинаций меняется каждый год и зависит от вышедших за год произведений. Количество отмеченных произведений в разные годы было разным, но с 2015 года редакция как правило составляет топ-10 книг, фильмов, игр и т. п. за год, в котором одно произведение отмечено как главное.
Кроме того, в каждом январском номере публикуются «Ожидания» — анонсы наиболее интересных с точки зрения «МФ» новинок будущего года. В сентябрьском номере 2013 года, отмечая десятилетний юбилей, «МФ» подвёл «итоги десятилетия», где отметил значимые перемены и ключевых творцов периода 2003—2013 годов. В 2023 году, отмечая двадцатилетие, нынешняя редакция заново переоценила книги, игры и фильмы года за всю историю издания, признав в некоторых случаях, что выбор «не прошёл проверку временем», и предложила альтернативных победителей.

#### Книги года по версии МФ
До 2012 года главная награда вручалась только русскоязычным книгам.
| - 2003 — не вручалась (отдельные премии получили книги Нила Геймана «Американские боги» и Нила Стивенсона «Лавина»). - 2004 — Алексей Пехов «Под знаком Мантикоры». - 2005 — Сергей Лукьяненко «Черновик». - 2006 — Ник Перумов «Война Мага: Конец игры». - 2007 — Юрий Бурносов «Чудовищ нет». - 2008 — Евгений Лукин «Бытие наше дырчатое». - 2009 — Дмитрий Казаков «Русские боги». - 2010 — Марина и Сергей Дяченко «Мигрант, или Brevi finietur». - 2011 — Грэй Ф. Грин «Кетополис: Киты и броненосцы». - 2012 — Нил Стивенсон «Анафем». - 2013 — Стивен Кинг «11/22/63». - 2014 — Энди Вейер «Марсианин». | - 2015 — Энн Леки «Слуги правосудия». - 2016 — Роберт М. Вегнер «Сказания Меекханского пограничья». - 2017 — Роберт Джексон Беннетт «Город лестниц». - 2018 — Эдуард Веркин «Остров Сахалин». - 2019 — Роберт Джексон Беннетт «Город чудес» и «Город клинков». - 2020 — Чарльз Стросс «Аччелерандо», Шамиль Идиатуллин «Последнее время». - 2021 — Питер Уоттс «Революция в стоп-кадрах». - 2022 — Анна Старобинец «Лисьи броды». - 2023 — Йэн Макдональд «Некровиль». - 2024 — Йэн Макдональд «Король утра, королева дня». |

#### Комикс года по версии МФ
Награждаются издания, официально вышедшие в России или на русском языке, независимо от года их издания в оригинале.
| - 2008 — «Особо опасен» Марка Миллара. - 2009 — «Хранители» Алана Мура. - 2010 — «The Sandman. Прелюдии и ноктюрны» Нила Геймана. - 2011 — «Люди будущего» Марка Миллара. - 2012 — «Batman» Скотта Снайдера. - 2013 — «Бэтмен. Лечебница Аркхем. Дом скорби на скорбной земле» Гранта Моррисона и The Wake Скотта Снайдера. - 2014 — «Супермен. Красный сын» Марка Миллара. - 2015 — «Жуй» Джона Леймана. | - 2016 — не выбран, но объявлены 10 лучших комиксов года. - 2017 — «Метабароны» Алехандро Ходоровского. - 2018 — «Из ада» Алана Мура. - 2019 — «Инкал» Алехандро Ходоровского. - 2020 — «Трансметрополитен. Книга 1» Уоррена Эллиса и Дэрика Робертсона. - 2023 — «Цереб. Том 1. Трубкозуб» Дейва Сима - 2024 — «Акира» Кацухиро Отомо |

#### Фильм года по версии МФ
Больше всего — 5 раз — награду получали фильмы Кристофера Нолана.
| - 2003 — Властелин колец: Возвращение Короля - 2004 — Ночной дозор - 2005 — Звёздные войны. Эпизод III: Месть Ситхов - 2006 — Сайлент Хилл - 2007 — Престиж - 2008 — Тёмный рыцарь - 2009 — Аватар - 2010 — Начало - 2011 — Исходный код - 2012 — Мстители - 2013 — Гравитация | - 2014 — Интерстеллар - 2015 — Безумный Макс: Дорога ярости. - 2016 — Прибытие - 2017 — Логан - 2018 — Мстители: Война бесконечности - 2019 — Джокер - 2020 — Довод. - 2021 — Дюна - 2022 — Всё везде и сразу - 2023 — Подземелья и драконы: Честь среди воров - 2024 — Мастер и Маргарита |

#### Мультфильм года по версии МФ
| - 2008 — Кунг-фу Панда - 2009 — Коралина в стране кошмаров - 2010 — Как приручить дракона - 2011 — Тайна Келлс - 2012 — Ральф - 2014 — Город героев - 2015 — Головоломка - 2016 — Зверополис | - 2017 — Красная черепаха - 2018 — Остров собак - 2019 — Клаус - 2020 — Легенда о волках - 2021 — Лука - 2022 — Пиноккио Гильермо дель Торо - 2023 — Человек-паук: Паутина вселенных - 2024 — Марс Экспресс |

#### Аниме года по версии МФ
В разные годы награждалось как полнометражное аниме, так и сериалы, или и то, и другое.
| - 2009 — Летние войны (фильм) - 2010 — Arakawa under the Bridge (сериал) - 2011 — Девочка-волшебница Мадока Магика (сериал) - 2012 — Fate/Zero (сериал) - 2016 — Твоё имя (фильм) - 2018 — не объявлялось, но в числе лучших мультфильмов года названы «Ученик чудовища», «Укрась прощальное утро цветами обещания», «Мэри и ведьмин цветок» и «Тайная жизнь пингвинов». | - 2019 — Дитя погоды (фильм), Истребитель демонов (сериал) - 2020 — Dorohedoro (сериал); также в числе лучших мультфильмов года названы «Гостиница Окко», «Она видела небо», «В стране чудес», «Сквозь слёзы я притворяюсь кошкой» и «Здравствуй, мир» - 2021 — Евангелион 3.0+1.01 (фильм), Odd Taxi (сериал) - 2022 — Семья шпиона (сериал) - 2023 — Мальчик и птица (фильм), Провожающая в последний путь Фрирен (сериал) - 2024 — Dandadan (сериал) |

#### Сериал года по версии МФ
| - 2011 — Игра престолов - 2012 — Легенда о Корре - 2013 — «сериал года» официально не объявлен, 7 сезон «Доктора Кто» отмечен как «юбилей года» - 2014 — Игра престолов, 4 сезон - 2015 — Гравити Фолз, 2 сезон - 2016 — Мир дикого запада - 2017 — Очень странные дела, 2 сезон | - 2018 — Пространство, 3 сезон - 2019 — Пацаны. - 2020 — Призраки усадьбы Блай (новые в году); Мандалорец, 2-й сезон (продолжения) - 2021 — Локи - 2022 — Разделение - 2023 — Кибердеревня - 2024 — Фоллаут |

#### Мультсериал года по версии МФ
До 2017 года мультсериалы награждались в одной номинации с прочими сериалами.
- 2017 — Рик и Морти (3 сезон)[96]
- 2018 — «Крайний космос»[105]
- 2019 — «Любовь. Смерть. Роботы»[106]
- 2020 — Звёздные войны: Войны клонов (7 сезон)[107]
- 2021 — Аркейн[108]
- 2023 — Царство падальщиков[109]
- 2024 — Аркейн (2 сезон)[110]

#### Компьютерная игра года по версии МФ
| - 2003 — Star Wars: Knights of the Old Republic - 2004 — Vampires: The Masquerade — Bloodlines - 2005 — Fable: The Lost Chapters - 2006 — The Elder Scrolls 4: Oblivion - 2007 — «Ведьмак» - 2008 — Fallout 3 - 2009 — Dragon Age: Origins - 2010 — Alan Wake - 2011 — Deus Ex: Human Revolution - 2012 — Diablo 3 - 2013 — BioShock Infinite | - 2014 — место осталось вакантным - 2015 — Ведьмак 3: Дикая Охота - 2016 — Overwatch - 2017 — Divinity: Original Sin II - 2018 — God of War - 2019 — Control - 2020 — Animal Crossing: New Horizons, Hades, The Last of Us Part II, Half-Life: Alyx, Cyberpunk 2077 - 2021 — It Takes Two, Стражи Галактики Marvel - 2022 — Elden Ring - 2023 — Alan Wake 2, Baldur’s Gate III, The Legend of Zelda: Tears of the Kingdom - 2024 — Indiana Jones and the Great Circle |

#### Настольная игра года по версии МФ
| - 2003 — Сумерки Империи - 2009 — Ярость Дракулы - 2010 — Dixit - 2011 — 7 Wonders - 2012 — Игра Престолов. Второе издание - 2014 — Descent: Странствия во Тьме - 2015 — Мёртвый сезон: Перекрёстки - 2016 — Master of Orion | - 2017 — Покорение Марса - 2018 — Сумерки империи. Четвёртая редакция - 2019 — Рыцарь-маг. Полное издание - 2020 — Осквернённый Грааль. Падение Авалона - 2021 — Дюна. Империя - 2022 — Descent. Сказания тьмы - 2023 — Roll Player Adventures. Приключения в Улосе - 2024 — Гармония |

#### Музыкальный альбом года
- 2008 — Mechanical Poet — Eidoline: the Arrakeen Code[125][126]
- 2009 — The Prodigy — Invaders Must Die[125]
- 2010 — Gorillaz — Plastic Beach[125]
- 2011 — Nightwish — Imaginaerum[125]
- 2012 — Арьен Антони Люкассен — Lost in the New Real[125]
- 2014 — I Fight Dragons — The Near Future[англ.][125]
- 2015 — Нейромонах Феофан — В душе драм, в сердце светлая Pусь![127]

### Итоги десятилетия (2010-х)
В 2020 году журнал подвёл итоги десятилетия 2010—2019 в отдельном спецвыпуске «Фантастические 2010-е».
- Книга десятилетия — Брэндон Сандерсон, Роберт Джордан «Память света»
- Фанфик десятилетия — Элиезер Юдковский «Гарри Поттер и методы рационального мышления»
- Фильм десятилетия — «Начало»
- Мультфильм десятилетия — «Зверополис»
- Сериал десятилетия — «Игра престолов»
- Мультсериалы десятилетия — «Рик и Морти», «Гравити Фолз» и «Время приключений» (ничья)
- Аниме-фильм десятилетия — «Твоё имя»
- Аниме-сериал десятилетия — «Атака титанов»
- Игра десятилетия — Dark Souls
- Настольная игра десятилетия — «Мрачная гавань»

### 100 лучших книг, фильмов и сериалов
В 2008 году «Мир фантастики» опубликовал серию материалов, в которых назвал 100 «главных» книг, фильмов и видеоигр в различных жанрах фантастики на тот момент. Для каждого жанра были названы около десятка самых значительных произведений и «эталон» — самое лучшее произведение жанра.
В литературном топе редакция не стала ограничивать число книг одного писателя, включённых в список, так что в сотню попали по две книги Герберта Уэллса, Роберта Хайнлайна, братьев Стругацких, Кира Булычёва, Айзека Азимова и Рэя Брэдбери. В список лучших книг включались не только отдельные произведения, но и серии, циклы и даже целые авторские вселенные. Так, среди лучших фантастических циклов были названы «Мир полдня» братьев Стругацких и «Плоский мир» Терри Пратчетта, объединённые только местом действия.
В сентябрьском номере за 2018 год вышло дополнение к этому списку, призванное назвать лучшие книги, вышедшие после 2008 года. В 2019 году вышел спецвыпуск «100 главных фантастических книг», включающий в себя книги как из старого, так и из нового топа с расширенными описаниями, а в 2022 году вышло переиздание этого списка, «116 главных фантастических книг», представляющее собой тот же список, но с дополнительными 16 книгами. В том же году на портале mirf.ru вышел спецпроект «Ещё один великолепный шкаф», объединивший сотни, публиковавшиеся в номерах 2008 и 2018 годов.
Среди лучших фэнтези-фильмов журнал назвал кинотрилогию «Властелин колец», среди лучших научно-фантастических — серии «Терминатор» и «Звёздные войны», а лучшим фантастическим мультфильмом — две части аниме «Призрак в доспехах». Внесерийные фильмы тоже учитывались — так, лучшим киберпанковским фильмом был назван «Бегущий по лезвию». Журнал отметил сразу несколько картин таких зарубежных режиссёров, как Джеймс Кэмерон, Стенли Кубрик, Ридли Скотт, Стивен Спилберг, Питер Джексон и Тим Бёртон. В список 100 лучших вошли и 9 отечественных картин, из которых журнал особо отметил «Солярис» Тарковского.
В 2019 году вышел спецвыпуск «150 фантастических фильмов, которые стоит посмотреть» с новым списком лучших фильмов. В новый список вошли многие фильмы, не упомянутые в списке 2008 года или вышедшие за прошедшее десятилетие, а также заметно больше советских фильмов и полнометражных аниме.
В списке лучших игр «Эталоны» были выделены в особую категорию, среди них — серии Baldur’s Gate, Fallout, Starcraft и Silent Hill. Среди лучших настольных игр журнал назвал Dungeons & Dragons, Magic: The Gathering, Warhammer, «Манчкин», «Берсерк». В 2021 и 2022 году вышли спецвыпуски «Старые добрые видеоигры» и «Лучшие современные видеоигры», включающие больше сотни пунктов важнейших, по мнению редакции, видеоигровых серий и отдельных игр.
В 2008-м журнал также выпустил списки из 25 лучших сериалов и лучших настольных игр. Среди лучших сериалов, помимо игровых, таких как «Звёздный путь», «Вавилон-5», «Доктор Кто», «Секретные материалы», было упомянуто большое количество аниме, таких как Macross и «Евангелион».
В 2017 году журнал опубликовал в двух номерах, а затем и на сайте новый, расширенный топ лучших сериалов, включающий более ста пунктов. В 2022 и 2023 году вышли спецвыпуски, посвящённые лучшим фантастическим сериалам. Их содержание и список лишь частично пересекались с сайтовым топом.

## Редакция

### Главные редакторы
| Главный редактор                                                              | Календарный период                    | Номера журналов                              |
| ----------------------------------------------------------------------------- | ------------------------------------- | -------------------------------------------- |
| Николай Пегасов (с февраля 2008 года по октябрь 2009 года — издатель журнала) | май 2003 года — февраль 2008 года     | № 1 (сентябрь 2003) — № 55 (март 2008)       |
| Пётр Тюленев                                                                  | февраль 2008 года — декабрь 2009 года | № 56 (апрель 2008) — № 77 (январь 2010 года) |
| Светлана Карачарова                                                           | декабрь 2009 года — ноябрь 2011 года  | № 78 (февраль 2010) — № 100 (декабрь 2011)   |
| Лин Лобарёв                                                                   | ноябрь 2011 года — ноябрь 2015 года   | № 101 (январь 2012) — № 148 (декабрь 2015)   |
| Сергей Серебрянский                                                           | ноябрь 2015 года — н.в.               | № 149 (январь 2016) — текущий номер          |

### Текущий состав редакции[146]
- Евгений Пекло — выпускающий редактор журнала
- Александр Гагинский — главный редактор сайта
- Дмитрий Кинский — редактор новостей
- Екатерина Никитина, Евгения Деревская, Борис Невский, Алексей Ионов, Мария Лебеденко — редакторы
- Денис Недыпич — ведущий дизайнер
- Александр Киселёв — директор издательского департамента Hobby World

### Авторский коллектив
| - Леонид Мойжес - Василий Владимирский - Алексей Ионов - Ирина Нечаева - Игорь Хованский - Денис Варков - Дмитрий Злотницкий - Илья Глазков - Елена Щетинина - Юлия Харина - Дмитрий Шепелёв - Дарья Беленкова - Артём Дубровский | - Олеся Климчук - Данил Ряснянский - Николай Караев - Кирилл Размыслович - Юлий Ким-младший - Александра Давыдова - Евгения Сафонова - Денис Старостин - Инар Искендирова - Марина Беляева - Олег Поторокин - Мара Руднева - Мария Шмидт |

По опросу аудитории за 2008 год, среди литературных критиков «МФ» наибольшим доверием на тот момент пользовались Борис Невский, Владимир Пузий и Дмитрий Злотницкий.

## Диск и прочие вложения
C 2003 по 2018 годы к большей части тиража журнала прилагался диск с разнообразным мультимедийным контентом. В разные годы журнал выходил в следующей комплектации:
- c № 1 (1) '2003 до № 2 (18) '2005 — c CD / без диска;
- С № 3 (19) '2005 до № 3 (43) '2007 — c DVD / с СD / без диска;
- С № 4 (44) '2007 до № 12 (184) '2018 — c DVD / без диска.

С № 1-2 (185) '2019 журнал полностью выходит без диска.
Таким образом у МФ вышло 43 СD и 166 DVD-приложений к журналу.
На диск в разные годы помещали:
- один полнометражный фантастический фильм или мультфильм (довольно часто выпускалось аниме);
- специальные видеоматериалы от авторов журнала («Киноляпы и интересные факты», «Движущиеся картинки», «Истоки кино», записи стримов «Мир фантастики Live», иногда репортажи с фантастических конвентов, интервью с писателями-фантастами и разовые рубрики);
- материалы по фантастическим фильмам: трейлеры, отрывки, постеры, обои, иногда фильмы о фильме; в поздние годы видеообзоры на вышедшие новинки;
- материалы по компьютерным и видеоиграм: трейлеры, геймплей, скриншоты, демоверсии, патчи, постеры, обои, руководства и прохождения, а также видеорецензии на вышедшие новинки;
- материалы по настольным играм: бесплатные настольные игры, правила, дополнительные статьи по тактике игры, скриншоты карт, библиотеки карт, видеообзоры;
- видеопроекты от информационных партнёров и спонсоров (передача Сергея Чекмаева «Точка отсчёта», в более поздние годы рок-опера «Дорога без возврата» и передача «proФигурки»);
- архив номеров в PDF;
- софт;
- дополнения к журнальным статьям: дополнительные иллюстрации, расширенные версии статей;
- Литературное приложение: электронный журнал с рассказами молодых авторов, обычно победителей сетевых конкурсов;
- аннотации книжных новинок и отрывки из свежих романов известных писателей;
- творчество фанатов: статьи, рисунки, любительские фильмы, музыка;
- некоторые электронные журналы и фэнзины, среди них «25-й кадр» и «Легион»;
- аудиорассказы, предоставленные проектом «Модель для сборки»;
- музыкальные альбомы и отдельные композиции на фантастическую тематику, иногда публиковались и видеоклипы.

В течение всего 2013 года на DVD помещался только фильм, но в начале 2014 года публикация дополнительных материалов была возобновлена. Начиная с лета того же года от постоянного присутствия фильма на диске было решено отказаться, хотя впоследствии на нерегулярной основе фильм всё же присутствовал на некоторых отдельных дисках в 2015 и 2016 годах. Впоследствии от фильма на диске редакция отказалась окончательно, а основным его наполнением вплоть до упразднения в конце 2018 года стали составлять видеоматериалы с YouTube-каналов издательства «Игромедиа».
С 2003 в каждый номер журнала также прикладывался двухсторонний постер. C № 1 (1) '2003 до № 3 (7) '2004 он был формата A3 и печатался на четырёх страницах в середине журнала (в то время переплёт журнала был на скрепках). Впоследствии, с № 4 (8) '2004, формат постера был увеличен до A2, и он стал прикладываться отдельно. С 2015 года постер убрали из ежемесячной комплектации, оставив только в январском номере традиционный постер-календарь постоянного художника журнала. С 2023 года постер присутствует в каждом номере, распространяемом через площадку CrowdRepublic.
Также в отдельных номерах практиковались разовые вложения, как правило, карты к фантастическим настольным играм (например, Magic the Gathering, «Берсерк»). В № 9 (157) '2016 журнал комплектовался эксклюзивным выпуском комикса Bubble Multiverse. В № 12 (193) '2019 журнал комплектовался бустером карточной игры Star Wars: Destiny.
Первый номер в 2019 г. вышел с постером, наклейками и книжной закладкой. Однако такая комплектация поставлялась эксклюзивно для подписчиков, поддержавших журнал на площадке CrowdRepublic. Аналогичную комплектацию получили подписчики CrowdRepublic с первыми номерами за 2020 и 2021 годы.

## Список спецвыпусков[150]
- 2019 — № 0: «Картинки и разговоры. Комиксы Александра Ремизова»
- 2019 — № 1: «100 главных фантастических книг. Что почитать из фантастики» (в 2022 году был переиздан с дополнениями как «116 главных фантастических книг»)
- 2019 — № 2: «150 фантастических фильмов, которые стоит посмотреть»
- 2019 — «Игрокон’19. Фестиваль настольных игр»
- 2020 — № 3: «Фантастические 2010-е. Ностальгия, супергерои и гибель драконов»
- 2020 — № 4: «100 лучших комиксов»
- 2020 — № 5: «Киберпанк»
- 2022 — № 6: «Старые добрые видеоигры»
- 2022 — № 7: «Советская фантастика»
- 2022 — № 8: «Юмористическая фантастика»
- 2022 — № 9: «Старые добрые сериалы»
- 2022 — № 10: «Лучшие фантастические видеоигры. 2009—2021»
- 2023 — № 11: «Страшная фантастика»
- 2023 — № 12: «Лучшие современные сериалы»
- 2023 — «Комиксы Александра Ремизова»
- 2024 — № 13: «Главные фантастические книги XXI века»
- 2024 — № 14: «Фантастическая музыка»
- 2024 — № 15: «Лучшее фэнтезийное аниме»
- 2024 — «Старая добрая кинофантастика» (за авторством Кирилла Размысловича)
- 2025  — «Игрокон. Увлечения и игры во всех проявлениях»

Кроме того, в 2015 году, в период выпуска версий журнала в виде приложения для планшетов iPad, а также в приложении Google Play Пресса вышло несколько спецвыпусков-дайджестов лучших материалов из номеров прошлых лет. В печатном виде эти спецвыпуски не издавались.

## Распространение
С 2011 года «Мир фантастики» распространялся через принадлежащий издательскому дому онлайн-магазин с кириллическим доменом «Магазинжурналов.рф», наряду с «Игроманией», «Навигатором игрового мира» и «Хакером». Электронная версия «МФ» продавалась в «Магазине журналов», в книжном магазине «ЛитРес» и в сервисе «Google Play Пресса». С 2019 года электронные версии на всех этих площадках не обновляются.
С 2019 года журнал продаётся в принадлежащей новому издателю сети магазинов Hobby Games, «Магазине журналов» и некоторых других магазинах настольных игр и комиксов. Журнал был доступен по подписке в основных почтовых каталогах России с 2003 по 2016 год. С 2020 года подписка в основных каталогах была восстановлена.

## «Мир фантастики» в интернете

### Mirf.ru
Mirf.ru — официальный сайт журнала «Мир фантастики», в 2011 году удостоенный премии «Интернет-роскон». Полный заголовок сайта немного отличается от названия журнала — «Мир фантастики и фэнтези». Изначально перенаправлял на специальный раздел сайта igromania.ru, в июле 2004 появился полноценный сайт, который в то время публиковал новости из мира фантастики, а также статьи журнала с задержкой 2 месяца.
В октябре 2015 года Mirf.ru прошёл радикальное обновление (фактически — перезапущен на базе Wordpress); старый сайт был доступен на поддомене old.mirf.ru до 2023 года и статьи с него время от времени переносились на новый сайт в ручном режиме с дополнительной редактурой. Торжественная презентация сайта прошла в памятную дату из фильма «Назад в будущее», 21 октября 2015 года, в клубе «Папа Вейдер». После перезапуска политика публикации журнальных статей на сайте изменилась — сайт больше не служит архивом журнала, их содержание пересекается лишь частично. Рецензии и часть статей и колонок публикуются сразу, а часть материалов остаётся эксклюзивом журнала на неопределённый период. C 2019 года печатный журнал перестал публиковать рецензии на кино, сериалы и видеоигры, оставив их на сайте.
По сравнению с бумажным журналом, на сайте преобладают материалы о кино и сериалах. По данным Alexa.net, за первый год после перезапуска популярность Mirf.ru выросла примерно в три раза. В апреле 2020 года дизайн сайта косметически обновлялся без изменения структуры.

### Форум «Мирф»
Форум «Мира фантастики» существует с декабря 2005 года, до этого в 2003—2005 гг. у журнала был собственный подраздел в составе форума «Игромании» (с 2006 года просмотр данного подраздела стал недоступен). По опросам, форум — вторая по популярности социальная площадка МФ после «Вконтакте». Форум посвящён обсуждению не столько журнала, сколько фантастики и популярной культуры в целом. На форуме зарегистрировано более 22 тысячи пользователей (на май 2018).
На Мирф.ру существует обширный раздел, где проводятся форумные ролевые игры. В числе прочих это «текстовая MMORPG» «Королевство» и форумная версия настольной игры «Мафия». В ролевом разделе хранится и пополняется собрание статей о ролевых играх и фэнтези с портала Rolemancer.
Здесь же проводились онлайн-интервью известных отечественных писателей с посетителями форума. Среди принявших в нём участие — Ник Перумов, Вера Камша, Александр Зорич (оба соавтора), Марина и Сергей Дяченко, Андрей Белянин, Вадим Панов, Леонид Каганов. В 2015—2016 годах онлайн-интервью проводились на сайте Mirf.ru.
Существует форумный раздел конкурса-семинара «Креатив». В 2011 году «Мир фантастики» совместно с «Креативом» провёл конкурс фантастических рассказов «Проект 100», рассказ-победитель был опубликован в юбилейном, сотом номере журнала. Кроме этого, на форуме «МФ» регулярно проводятся литературные конкурсы среди читателей, рассказы-победители публикуются в журнале.

### «МФ» в соцсетях

#### Сообщества Вконтакте
Существует официальное сообщество Вконтакте (vk.com/mirfantastiki), где «Мир фантастики» ежедневно публикует ленту новостей, «интересных фактов» и фантастического юмора, а также информацию о новых номерах, обновлениях сайта и форума. Сообщество существует с 2008 года, но регулярно обновляться начало только с 2012-го. Согласно опросу, сообщество Вконтакте — самая популярная и посещаемая социальная площадка МФ. В сообщество входит 130 тыс. пользователей (на август 2023 года).
В 2015—2018 гг. редакции МФ и Игромании вели совместное сообщество Вконтакте «Игромания Кино» (vk.com/igromania_kino), где выкладывали ленту новостей и видеоролики с одноимённого YouTube-канала. С 2019 года сообществом занимается только редакция сайта Igromania.ru.
С 2020 года существует небольшое сообщество «Стримы Мира фантастики» (vk.com/mf_streams ), где выкладывались игровые стримы редакции с Twitch и других сервисов, a также их анонсы. В 2023 году оно перестало обновляться.

#### YouTube-каналы
В 2008 году появился именной канал «Мир фантастики» (37,1 тыс. подписчиков на сентябрь 2023 года), на котором публиковались видеорецензии на фантастические фильмы, подборки киноляпов и интересные факты о кино, интервью с писателями-фантастами, режиссёрами и киноактёрами, ранее выходившие на диске журнала. Канал обновлялся нерегулярно, а в 2015 году и вовсе был заморожен. В 2017—2018 гг. на именном канале публиковалось стрим-шоу «Мир фантастики Live». В 2019-м эти стримы прекратились, но параллельно с ними, а затем и после, на канале нерегулярно продолжали выходить видеоинтервью с писателями и кинодеятелями, обычно в рамках отдельных рубрик «В мире фантастов» и «Контакт», реже вне их. В 2021-2024 годах канал не обновлялся. С 2024 году на нём начались дублирующие публикации аудиоподкастов журнала: «Фантастического подкаста» и «Фантастических новостей», а также продолжилась практика онлайн-интервью.
В 2015—2018 гг. редакции МФ и Игромании имели общий YouTube-канал «Игромания Кино» (451 тыс. подписчиков на сентябрь 2023 года), который выпускал, помимо прочего, видеоверсии материалов МФ и mirf.ru, посвящённых кино, сериалам и фантастическим вселенным, a также новости киноиндустрии. С 2019-го года каналом занимается только редакция сайта Igromania.ru (ранее уже так было в 2014—2015).

#### В других соцсетях
Журнал имеет и / или имел в прошлом представительства в других популярных социальных сетях, хотя и проявляет там меньшую активность. На 2024 год есть официальные аккаунты в Twitter (трансляция ссылок на обновления сайта) и Instagram. Также в конце 2015 года был запущен канал в Telegram.
Имеются ныне не обновляемые аккаунты в Instagram, Twitch, где редакция  проводила игровые стримы (одновременно с их трансляцией во ВКонтакте и Yotube) и на Дзене.
До 2023 года  у журнала было ныне удалённое официальное сообщество в Facebook. В годы существования игрового сервиса Mixer и соцсети Google+ у журнала были аккаунты и на этих платформах. В первой половине 2010-х редакция также вела блог и твиттер анонимного обозревателя Густава.

### Официальные стримы и подкасты
- Стрим-шоу «Мир фантастики Live» (2017—2018)
- «Фантастический подкаст» (с 2017)
- «Героический понедельник» и прочие игровые стримы (2018—2023)
- Подкаст «Фантастические новости» (2023—2024)

В 2017—2018 гг. в группе журнала «Вконтакте» выходило стрим-шоу «Мир фантастики Live», где редакция и авторы в прямом эфире беседовали на различные фантастические темы. Помимо «Вконтакте», передача транслировалась на аккаунты журнала на YouTube и Twitch, а также выкладывалась на диске к журналу. Аудиодорожки выпусков выходили в виде подкаста на сервисе iTunes.
Гостями шоу «Мир фантастики Live» становились известные фантасты, в том числе:
- Польский фантаст Роберт М. Вегнер («Сказания Меекханского пограничья»)[168];
- Художник и писатель Роман Папсуев[169].
- Писатель, журналист и популяризатор науки Антон Первушин[170].
- Американский писатель Дэвид Брин («Сага о Возвышении», «Бытие», «Почтальон»)[171].
- Режиссёр Никита Ордынский (автор официальной короткометражной экранизации игры «Papers, Please»)[172].
- Режиссёр Екатерина Краснер и актёр Иван Забелин (создатели короткометражного фильма «Магия превыше всего»)[173].
- Писательница и переводчица Мария Семёнова («Волкодав», «Валькирия»)[174].
- Писатель Вадим Панов («Тайный город», «Анклавы»)[175].
- Писатели Алексей Пехов, Елена Бычкова и Наталья Турчанинова[176].
- Сценарист комиксов Райан Норт[англ.][177].
- Писательница Екатерина Соболь[178].
- Писатель Олег Дивов[179].
- Писатель Ник Перумов[180].

Также в 2017 году журнал запустил собственный «Фантастичесий подкаст», на котором редакция и авторский коллектив обсуждают как широкие темы («Религия и фантастика», «Бумажные журналы»), так и отдельные громкие кино- и сериальные премьеры. Изначально им занимался один из авторов, впоследствии в выпусках стали участвовать различные авторы и редакторы. В первые годы существования этот подкаст выходил очень редко. Так, в 2017-м вышло всего 3 выпуска, а в 2018-м и 2019-м только по одному выпуску. Начиная с 2020 года был налажен регулярный еженедельный выпуск. В отличие от «Мир фантастики Live», он продолжает выходить и по состоянию на 2023 год (по пятницам).
В 2023-2024 годах выходил подкаст «Фантастические новости» с кратким обзором новостей (по понедельникам). Впоследствии периодичность выхода выпусков стала более редкой, а с весны 2024 года выход данного подкаста оказался приостановлен.
Помимо этого, в 2018-2023 годах от имени журнала периодически проходили игровые стримы, которые транслировались на аккаунтах журнала на Twitch, Telegram, Mixer (в 2020 году), YouTube и Вконтакте. До 2022 года данные стримы чаще всего выходили по понедельникам и имели соответствующее название "Героический понедельник". В 2022-2023 года могли выходить в разные дни. Их вёл выпускающий редактор журнала Евгений Пекло. В 2023 году игровые стримы «Мира фантастики» прекратились.

## Премии
- ESFS Award — лучший фантастический журнал Европы (2006)[3][4][5][6].
- «Странник» (2009)[7]
- «Дюрандаль» (2005)[6]
- «Аэлита» (2008)[7]
- Премия им. Ивана Ефремова (2008)[183]
- 10 лет «Звёздного моста» (2008)[184]
- «Бронзовый Икар» (2005)[7]
- «Второй блин» (2008)[185]
- «Интернет-Роскон» (2011) — за сайт Mirf.ru[7]
- Специальная премия «За стойкость» Фантастической ассамблеи (2013)[186]
- ESFS Award — лучший журнал (2021, совместно с румынским Helion)[187]

Кроме того, за публикации в «МФ» премии им. Александра Беляева удостоены Михаил Попов (2006) и Владимир Пузий (2008). Г. Л. Олди в 2009, 2010, 2012, 2013, 2014 годах, Антон Первушин в 2009 году за статьи, опубликованные в «МФ», получали награды «Роскона» в номинации «Фантастиковедение». Пользователи «Лаборатории фантастики» выбрали сборник комиксов Александра Ремизова лучшим комиксом 2023 года.

## Аудитория журнала
Согласно опросу, проведённому на сайте «МФ» в апреле 2011 года, большую часть аудитории составляют люди от 20 до 29 лет (52.9 %). Мужчины составляли 73,3 % аудитории в 2007 году. По данным Атласа СМИ, мужчины составляют 61 % аудитории, а общая аудитория достигает 110 000 человек. Большинство читателей из России: 32,6 % из Москвы и Московской области и 29 % из других регионов России, 10 % — с Украины. 70 % читателей владеют иностранными языками, из них 68,7 % — английским языком.
Среди читателей есть как относящие себя к фэндому, так и не относящие. 39,5 % аудитории читает только фантастику, 56,5 % интересуется и другими жанрами, только 4 % не читают книг вообще. Большинство опрошенных читают книги как в бумажном, так и в электронном виде (38.7 %), примерно треть — только в бумажном (34.2 %). Аниме интересуется более половины аудитории, более 80 % смотрят фантастические телесериалы, более 70 % читают комиксы — в основном графические романы.
78 % читателей сохраняют прочитанные номера для коллекции.